# Касаро
Касаро (итал. Cassaro) је насеље у Италији у округу Сиракуза, региону Сицилија.
Према процени из 2011. у насељу је живело 782 становника. Насеље се налази на надморској висини од 552 м.

## Становништво
| 1931. | 1936. | 1951. | 1961. | 1971. | 1981. | 1991. | 2001. | 2011. |
| ----- | ----- | ----- | ----- | ----- | ----- | ----- | ----- | ----- |
| 1.990 | 1.993 | 1.860 | 1.583 | 1.292 | 1.003 | 989   | 909   | 813   |